# هایکو پشکه
هایکو پشکه (به آلمانی: Heiko Peschke) بازیکن فوتبال و مدافع اهل آلمان شرقی بود که از سال ۱۹۹۰ میلادی عضو تیم ملی فوتبال آلمان شرقی بوده‌است. وی در ۵ بازی ملی حضور داشته و در بازی‌های ملی‌اش ۱ گل به ثمر رساند. هایکو پشکه آخرین بازی ملی خود را در سال ۱۹۹۰ میلادی انجام داد.